# Champvallon
Champvallon är en kommun i departementet Yonne i regionen Bourgogne-Franche-Comté i norra Frankrike. Kommunen ligger i kantonen Aillant-sur-Tholon som tillhör arrondissementet Auxerre. År 2018 hade Champvallon 643 invånare.

## Befolkningsutveckling
Antalet invånare i kommunen Champvallon
| Referens: INSEE |